# Мори, Кадзухиро
Кадзухиро Мори (яп. 盛 一大; род. 17 сентября 1982 в префектуре Тиба, Япония) — бывший японский профессиональный шоссейный и трековый велогонщик. Всю карьеру провел за японскую континентальную команду «Aisan Racing Team».

## Достижения

### Трек
2004
2-й  Мэдисон, Чемпионат Азии
3-й  Командное преследование, Чемпионат Азии
2005
2-й  Гонка по очкам, Кубок мира (Сидней)
2-й  Скрэтч, Чемпионат Азии
3-й  Командное преследование, Чемпионат Азии
2007
2-й  Гонка по очкам, Чемпионат Азии
2-й  Мэдисон, Чемпионат Азии
2008
2-й  Гонка по очкам, Чемпионат Азии
3-й  Командное преследование, Чемпионат Азии
2009
1-й  Скрэтч, Кубок мира (Копенгаген)
2-й  Гонка по очкам, Чемпионат Азии
2-й  Мэдисон, Чемпионат Азии
2010
2-й  Омниум, Чемпионат Азии
3-й  Скрэтч, Чемпионат мира
2011
3-й  Омниум, Чемпионат Азии
2012
1-й  Гонка по очкам, Чемпионат Азии

### Шоссе
2005
1-й Пролог Тур Хоккайдо
2006
1-й Пролог Тур Хоккайдо
2-й Тур Окинавы
Чемпионат Японии
2-й  Индивидуальная гонка
Азиатские игры
3-й  Командная гонка
2007
1-й  Тур Кумано
2-й Тур Окинавы
2008
5-й Тур Южно-Китайского моря
6-й Тур Кореи
9-й Тур Хоккайдо
1-й Этапы 2 & 3
2009
Восточноазиатские игры
1-й  Командная гонка
Чемпионат Японии
1-й  Индивидуальная гонка
3-й Тур Хоккайдо
1-й Этап 2
2010
1-й Тур Южно-Китайского моря
2011
1-й  Тур Окинавы
6-й Джелаях Малайзия
8-й Тур Кореи